# Adh-Dhahabī
Schams ad-Dīn Muhammad ibn Ahmad adh-Dhahabī (arabisch شمس الدين محمد بن أحمد بن عثمان بن قيماز بن عبد الله الذهبي, DMG Šams ad-Dīn Muḥammad b. Aḥmad b. ʿUṯmān b. Qaimāz b. ʿAbd Allāh aḏ-Ḏahabī geb. 1274; gest. 1348 in Damaskus, Syrien) war ein berühmter muslimischer Gelehrtenbiograph und Geschichtsschreiber.

## Herkunft und Leben
Seine Familie war turkmenischen Ursprungs; sein Urgroßvater lebte in der Region von Diyarbekir. Sein Großvater war Tischler und lebte schon in Damaskus; sein Vater war ein bekannter Goldschmied in der Stadt, wodurch er den Beinamen adh-Dhahabi aus dhahab / ذهب / ḏahab / ‚Gold‘ erhielt. Adh-Dhahabi selbst setzte zunächst das Handwerk seines Vaters fort und nannte sich, wie dies seine eigenhändigen Eintragungen in einigen Handschriften dokumentieren, Ibn adh-Dhahabi („Sohn von adh-Dhahabi“). Seine zeitgenössischen Biographen nannten ihn allerdings adh-Dhahabi.
Im Alter von achtzehn Jahren widmete er sich dem Studium der Koranlesung (qira'at) und des Hadith. Erst mit der Genehmigung seines Vaters durfte er im Alter von zwanzig Jahren seine kurzen Studienreisen zunächst in Syrien, dann nach Jerusalem, Ramla und Nablus beginnen. Auf seiner Pilgerreise studierte er in prominenten Gelehrtenkreisen von Mekka. Im Alter von 22 Jahren kam er in Alexandria an, um seine Studien bei nahezu allen Gelehrtengrößen der Zeit dann in Kairo fortzusetzen. Nach seiner Rückkehr nach Damaskus unterrichtete er als Professor für Hadith in der Madrasa Umm Salih; allerdings ist es ihm verwehrt worden, Nachfolger seines Lehrers al-Mizzi (gest. 1341) in der berühmten Madrasa al-Aschrafiya in Damaskus zu werden. Gegen 1340–1342 erblindete er, unterbrach seinen Unterricht an verschiedenen Damaszener Schulen jedoch nicht. Schon zu seinen Lebzeiten nannte man ihn „Hadith-Kenner/Traditionarier der Epoche“ محدث العصر / muḥaddiṯu ʾl-ʿaṣr. Er starb im Februar 1348 und ist am Bab as-Saghir vor den Toren von Damaskus beigesetzt worden.

## Werke
Adh-Dhahabi war auf verschiedenen Gebieten der islamischen Wissenschaften tätig. Seine Biographen nennen 215 Werktitel auf den Gebieten der Koranlesung, Hadith, Hadith-Kritik, Fiqh, Glaubensfragen, Gelehrtenbiographie und Geschichte.
- تأريخ الإسلام ووفيات المشاهير والأعلام / Taʾrīḫ al-islām wa-wafayāt al-mašāhīr wa-l-aʿlām / ‚Geschichte des Islam und das Ableben der Berühmten und Gelehrtengrößen‘.

Es ist das Hauptwerk von adh-Dhahabī, an dem er bis in die letzten Lebensjahre arbeitete, das aber dennoch unvollständig blieb, da er nicht alle Zeitgenossen biographisch erfassen konnte. In seinem chronologischen Aufbau, beginnend mit der Abstammung des Propheten Mohammed und seiner Biographie, stellt er in aller Kürze in Form der Annalistik die historisch nennenswerten Ereignisse der Jahre dar, um anschließend die Gelehrtengrößen und historischen Persönlichkeiten biographisch vorzustellen, die im betreffenden Jahr verstorben sind. Die letzten Eintragungen durch den Verfasser beziehen sich auf das Jahr 1300. In den Folgegenerationen haben Schüler adh-Dhahabī das Buch bis zum Jahr 1388 fortgeschrieben. Die Beiruter Edition, die von ʿUmar ʿAbd as-Salām Tadmurī angefertigt wurde und in zweiter Auflage zwischen 1990 und 1998 erschien, umfasst insgesamt in 53 Bände. Digitalisat
- al-ʿibar fī chabar man ghabar / العبر في خبر من غَبَر / al-ʿibar fī ḫabar man ġabar

ist in vieler Hinsicht eine Kurzfassung des oben genannten Werkes. Es ist chronologisch angeordnet und erfasst die wichtigsten Ereignisse von 700 Jahren islamischer Geschichte mit einer Kurzbiographie der wichtigsten Gelehrten, die in jenen Jahren verstorben sind. Das Werk ist ein Jahr nach der Vollendung seiner „Geschichte des Islam“ entstanden, beinhaltet aber auch Informationen, die in derselben nicht erhalten sind. Das Werk liegt in der Edition von Ṣalāḥ ad-Dīn al-Munaǧǧid und Fuʾād Sayyid vor (Kuwait 1960–1961).
- Siyar a'lam al-nubala' / سير أعلام النبلاء / Siyar aʿlāmi ʾn-nubalāʾ / ‚Biographie vornehmer Gelehrtengrößen‘

Es ist eine literarisch-biographisch interessante und an Informationen reichhaltige Kurzfassung des oben genannten Werkes, in der adh-Dhahabi nur die Vita von Gelehrten chronologisch und ohne Hinweis auf die historischen Ereignisse ihrer Zeit beschreibt. Das Werk liegt seit 1981 (Beirut) in der nunmehr 7. Auflage (1990) in 24 Bänden + Registerband in der Edition von Šuʿaib al-Arnaʾūṭ und Ḥusain al-Asad vor.
- Tadhhib at-tahdhib / تذهيب التهذيب / Taḏhību ʾt-tahḏīb / ‚Vergoldung der Erweiterung‘

Dieses Werk ist der krönende Abschluss einer Reihe früherer Biographien von Überlieferern des Hadith. Das Grundwerk verfasste der Damaszener 'Abd al-Ghani ibn Abd al-Wahid Al-Maqdisī (gest. 1203) unter dem Titel al-Kamal fi asma' ar-ridschal / الكمال في أسماء الرجال / al-Kamāl fī asmāʾi ʾr-riǧāl / ‚Das Vollständige über die Namen der Männer, d. h. der Hadith-Überlieferer‘. In diesem Werk stellt der Verfasser die Biographien derjenigen Überlieferer zusammen, die in den sechs kanonischen Hadith-Sammlungen erscheinen.
Zu diesem Werk verfasste dann der bereits genannte Lehrer adh-Dhahabis, der Damaszener al-Mizzi eine Ergänzung und nannte sie: Tahdhib al-Kamal fi asma' ar-ridschal تهذيب الكمال في أسماء الرجال / Tahḏīb al-Kamāl fī asmāʾi ʾr-riǧāl / ‚Erweiterung des Vollständigen…usw.‘; dieses Werk liegt in der Druckausgabe (Beirut 1984–1992) in 35 Bänden vor.
Adh-Dhahabi stützt sich in seinem hier genannten biographischen Werk „Vergoldung der Erweiterung“ auf dieses Werk seines Lehrers, schließt einige Lücken bei al-Mizzi und ergänzt dessen Biographie mit weiteren Gelehrtennamen.
- Mizan al-i'tidal fi naqd ar-ridschal / ميزان الاعتدال في نقد الرجال / Mīzānu ʾl-iʿtidāl fī naqd ar-riǧāl / ‚Die Waage der Mäßigkeit in der Kritik der Traditionarier‘

Das dreibändige Werk setzt die Tradition der Hadith-Kritik und der biographischen Darstellung der Überlieferer anhand früher Schriften dieses Genres fort. Neben den wichtigsten Lebensdaten dokumentiert der Verfasser auch einige kritikwürdige Hadithe, die mit dem Namen des betreffenden Überlieferers verbunden sind. Dieses Buch ist wegen seiner Bedeutung für das Studium der Hadith-Literatur im Orient mehrfach gedruckt worden.
- al-muschtabah fī r-ridschāl asmāʾi-him wa-ansābi-him / المشتبه في الرجال أسمائهم وأنسابهم / al-muštabah fī r-riǧāl asmāʾi-him wa-ansābi-him

In diesem zweibändigen Werk stellt der Verfasser Namen und die Abstammung von Traditionariern zusammen, die kontrovers überliefert sind und zweifelhafte Elemente (muštabah) enthalten. Er empfiehlt seinem Schüler in der Einleitung, solche Stellen in den Namensbeständen korrekt, durch die Setzung der Vokale zu kennzeichnen. In der Einleitung nennt aḏ-Ḏahabī auch vier Quellen in dieser Gattung, auf die er zurückgreift. Das Werk liegt in der Edition von ʿAlī Muḥammad al-Biǧāwī (Kairo 1962) vor.
- Ma'rifat al-qurra' al-kibar 'ala at-tabaqat wal-a'sar / معرفة القراء الكبار على الطبقات والأعصار / Maʿrifatu ʾl-qurrāʾi ʾl-kibār ʿalā ʾṭ-ṭabaqāt wa-ʾl-aʿṣār / ‚Kenntnis der großen Koranleser nach Klassen und Epochen geordnet‘

Dieses zweibändige Werk ist den bekanntesten Koranlesern des gesamten islamischen Reiches gewidmet und ist chronologisch angeordnet. Es beginnt mit dem dritten Kalifen Uthman ibn Affan, dessen Name mit der ersten „Koranredaktion“ verbunden wird und endet mit der Nennung zeitgenössischer Koranleser, die in den ersten Jahren des 14. Jahrhunderts verstorben sind. Der Verfasser bedient sich auch in diesem Werk der Gelehrtenbiographien seiner Vorgänger sowohl vom islamischen Osten als auch aus Nordafrika und al-Andalus. Das Werk ist erstmals im Jahre 1967 in Kairo erschienen. Eine Neuedition erfolgte durch Šuʿaib al-Arnaʾūṭ et alii im Jahre 1984 (Muʾassasat ar-risāla. Beirut).
- Muʿdscham asch-schuyūch; al-Muʿdscham al-kabīr / معجم الشيوخ ؛ المعجم الكبير / Muʿǧam aš-šuyūḫ; al-Muʿǧam al-kabīr / ‚Lexikon der Lehrer; das große Lexikon‘ in zwei Bänden listet 1040 Gelehrte in alphabetischer Reihenfolge auf, bei denen der Verfasser islamwissenschaftliche Disziplinen studierte. Das Werk ist in aṭ-Ṭāʾif im Jahre 1988 erschienen.

- Muʿdscham muhaddithī adh-Dhahabi / معجم محدثي الذهبي / Muʿǧam muḥaddiṯī ʾḏ-Ḏahabī / ‚Lexikon der Traditionarier von adh-Dhahabi‘

In diesem kleinen Buch von rund 200 Seiten (gedruckt in Beirut 1993) stellt adh-Dhahabi in alphabetischer Reihenfolge die Namen derjenigen seiner zahlreichen Lehrer zusammen, die sich als Traditionarier auf die Überlieferung der Hadith-Literatur spezialisiert haben. Mit einer Kurzbiographie versehen nennt der Verfasser 382 Lehrer der Hadithwissenschaften, in deren Kreis er studiert hatte.